# Floda
Floda est une localité de Suède située dans la commune de Lerum du comté de Västra Götaland. Elle couvre une superficie de 5,85 km2. En 2010, elle compte 8 021 habitants.